# 高木眞之介
高木 眞之介（たかぎ しんのすけ、1992年6月15日 - ）は、日本の俳優、ファッションモデル。大阪府出身。
事務所は、エイジアプロモーション、Claudiaに所属していた。

## 来歴
早稲田摂陵高等学校、駒澤大学文学部英米文学科卒業。大学在学中より芸能活動を始め、フジテレビ「奇跡体験!アンビリバボー」、 TBS「警視庁機動捜査隊216」、WOWOW 「シティボーイズノテツガク」に出演する。
ドラマ『いつかこの恋を思い出してきっと泣いてしまう』で準レギュラー三浦役、「ミュージカル『テニスの王子様』3rdシーズン 青学vs六角」では樹希彦役を務める。

## 人物
- 身長170cm、血液型O型。
- 趣味は、映画鑑賞、舞台鑑賞、ランニング、ダンス、カラオケ。
- 特技は、テニス、水泳、暗算初段、珠算1級、書道初段。

## 出演

### 舞台
- 「君死にたまふことなかれ」（2013年）A班・坂本忠役[10][11]
- ミュージカル『テニスの王子様』3rdシーズン（2016年 - 2019年）樹希彦 役[12]
  - 青学vs六角（2016年 - 2017年）[13]
  - コンサート Dream Live 2017（2017年）[14]
  - 青学vs立海（2017年）[15]
  - TEAM Party SEIGAKU・ROKKAKU（2017年）[16]
  - 15周年記念コンサート Dream Live 2018 （2018年）[17]
  - 秋の大運動会2019（2019年）[18]
- 朗読劇『Wizards Witchery』（2019年）[19]
- 【公演延期】舞台 あやかしむすび（2020年）サダミツ 役[20][注釈 1]

### テレビドラマ
- いつかこの恋を思い出してきっと泣いてしまう（2016年、フジテレビ系）準レギュラー・三浦 役
- HiGH&LOW シーズン2（2016年、日本テレビ系）鬼邪高校生徒 役
- 警視庁機動捜査隊216（TBS系）

### その他のテレビ番組
- シティボーイズノテツガク（WOWOW）
- タイムスクープハンター season6【恋のヒゲ大作戦】（NHK総合）

### イベント
- ミュージカル『テニスの王子様』3rdシーズン Thank-you Festival 2020（2020年）[22][23]

### CM
- 白鶴酒造「白鶴まる」[24]

### 雑誌
- CHOKi CHOKi（内外出版社）